# 8250 UART
8250 UART (англ. universal asynchronous receiver/transmitter) — это интегральная микросхема для организации связи посредством последовательного интерфейса, разработанная корпорацией National Semiconductor. Микросхема использовалась в персональных компьютерах и периферийном оборудовании (принтерах, модемах и т.д.). Микросхема включает в себя программируемый тактовый генератор для синхронизации как стандартных, так и нестандартных скоростей обмена.
Обозначение более поздних версий чипа имеет буквенный суффикс: первоначальная реализация 8250 была вскоре заменена версиями 8250A и 8250B, в которых были устранены аппаратные ошибки первой версии.
Из-за высокого спроса на данные микросхемы другие производители вскоре стали выпускать совместимые аналоги. Western Digital выпустила на рынок микросхему WD8250 под названием «Адаптер для асинхронного интерфейса связи» (англ. Async Communications Interface Adapter (ACIA)) и «Элемент асинхронной связи» (англ. Async Communications Element (ACE)).
Микросхема 16450(A) UART, обычно используемая в IBM PC/AT-совместимых компьютерах, заменила своего предшественника — 8250, — так как обеспечила поддержку более высоких скоростей обмена. 
С появлением многозадачных операционных систем, таких как OS/2, Windows NT и различных вариаций UNIX, поступающие в виде частых прерываний запросы на посимвольную обработку входящих данных стали большой проблемой, поэтому последовательные порты в IBM PS/2 стали реализовываться с использованием 16550(A) UART, имеющего FIFO-буфер ёмкостью 16 байт для хранения поступающих символов. 
Более поздние модели UART-микросхем оснащались большей памятью, поддерживали более высокие скорости обмена и в итоге стали составной частью Super I/O-микросхем, совмещавшими в себе аппаратную логику большинства интерфейсов ввода вывода, имеющихся на материнских платах.